# صنایع بریتانیا
صنایع بریتانیا (انگلیسی: Britannia Industries) شرکت صنایع غذایی هندی است، که در سال ۱۸۹۲ تأسیس شد.